# Roella muscosa
Roella muscosa är en klockväxtart som beskrevs av Carl von Linné d.y.. Roella muscosa ingår i släktet Roella och familjen klockväxter. Inga underarter finns listade i Catalogue of Life.